# Alfred Plaw
Alfred Plaw (ur. 4 grudnia 1878) – amerykański lekkoatleta, specjalizujący się w rzucie młotem i pchnięciu kulą. Dwukrotny zwycięzca (1904, 1905) i brązowy medalista (1909) mistrzostw Stanów Zjednoczonych (AAU) w rzucie młotem oraz wicemistrz (1904) i brązowy medalista (1905) w pchnięciu kulą. Jako pierwszy rzucał młotem wykonując trzy obroty.

## Rekordy życiowe
Źródło:
- pchnięcie kulą – 13,26 m (1905)
- rzut młotem – 52,20 m (1906)